# 태국 한국 원정군
태국 한국 원정군은 1950년 6월 25일에 발발한 6.25 전쟁에 참전하기 위해 파병된 태국의 파병부대이며, 이들은 1개 대대 규모의 육군과 해군, 공군에 소속된 군인들로 구성되어있다. 육군은 연천지구 전투, 폭찹힐 전투, 김화 351 고지 전투 등에서 활약했다. 해군은 프리깃함 2척과 수송선 1척을 파병하여초계 작전이나 호송 임무 등을 수행했다. 공군은 1개 수송기 편대를 파병하여 긴급 보금품과 환자 후송 등의 작전을 수행했다. 6.25 전쟁의 발발은 태국에게 진정으로 유엔의 일원임을 증명하고 반공과 자유를 위해 노력하는 모습을 전 세계에 알리는 기회였다.

## 참전 배경
1950년 6월 25일 6.25 전쟁이 발발하고 2일 후 유엔은 6월 27일 결의를 토대로 전 유엔 회원국에게 한국 지원을 호소했다. 아시아 최초의 국가인 태국은 6월 30일 그들의 주산물인 쌀 4 만 톤을 원조하겠다고 유엔에 통고했다. 이에 7월 14일 당시 유엔사무총장이었던 트뤼그베 리는 태국에 '유엔의 한국에 대한 군사지원'이라는 각서를 보냈다. 7월 20일 태국 국가안전보장회의는 이 각서를 검토하고 한국에 약 1개 여단 규모의 전투병력을 투입하기로 의견을 모았고 7월 22일 각료회의에서 승인하였다. 이후 태국은 국내외 정세를 고려하여 1개 여단 규모에서 1개 대대 규모로 파병규모를 축소하였다. 대대장으로 크리엥크라이 아타난트라 중령을 임명했다. 또 10월 1일에 프리깃함 2척과 수송선 1척으로 함대를 구축하며 해군부대 파병을 추진했다. 울히찰마프 와치차이 중령을 해군 지휘관으로 임명했다.

## 부대 규모 및 편성
6·25 전쟁에 1개 보병 대대를 파견한 태국 지상군의 주요 부대와 지휘관을 나타낸 표이다.
| 부대                                    | 지휘관 | 지휘관                 | 지휘관            |
| 부대                                    | 계급   | 성명                   | 참전기간          |
| --------------------------------------- | ------ | ---------------------- | ----------------- |
| 유엔군사령부 연락장교단장 겸 지상군대표 | 소장   | Pisit Dispongsa-Diskul | 미상              |
| 유엔군사령부 연락장교단장 겸 지상군대표 | 대령   | Chan Angsuchote        | 미상              |
| 유엔군사령부 연락장교단장 겸 지상군대표 | 대령   | Vitton Hansaves        | 미상              |
| 유엔군사령부 연락장교단장 겸 지상군대표 | 대령   | Pralong Virapriya      | 미상              |
| 유엔군사령부 연락장교단장 겸 지상군대표 | 대령   | Prayauth Charumani     | 미상              |
| 태국군대대                              | 중령   | Kriengkrai Attanantna  | 1950.10.~1951.10. |
| 태국군대대                              | 중령   | Prayuth Nuchakanjonkul | 1951.7.~1952.8.   |
| 태국군대대                              | 중령   | Oang Potikanita        | 1952.5.~1953.2.   |
| 태국군대대                              | 소령   | Boon RangKaratana      | 1952.12.~1953.9.  |
| 태국군대대                              | 중령   | Parti Yotesakrai       | 1953.5.~1954.6.   |
| 태국군대대                              | 중령   | Amunay Somanas         | 1954.5.~1955.3.   |

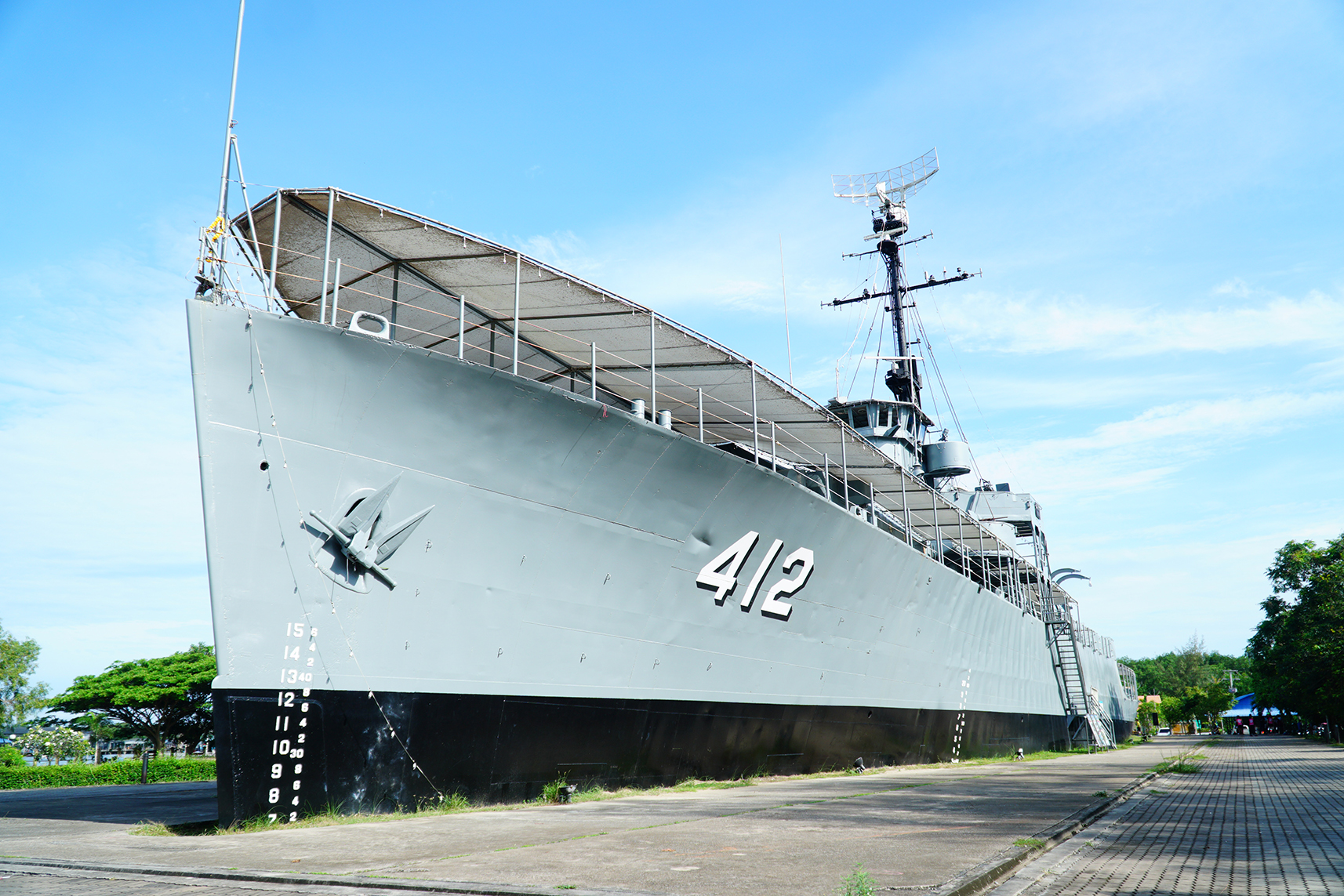
프라세호(Prasae).

프리깃함 2척과 수송선 1척을 파견한 태국 해군의 참전 함정 및 주요 지휘관은 다음 표와 같다.
| 구분           | 함정명      | 작전기간         | 지휘관 | 지휘관                   | 비고     |
| 구분           | 함정명      | 작전기간         | 계급   | 성명                     | 비고     |
| -------------- | ----------- | ---------------- | ------ | ------------------------ | -------- |
| 프리깃함 (4척) | Prasae      | 1950.11.~1951.1. | 중령   | Uthaichalermarp Uthichai | 50년 1차 |
| 프리깃함 (4척) | Bangpakong  | 1950.11.~1952.2. | 중령   | Oab Sundrasima           | 50년 1차 |
| 프리깃함 (4척) | Bangpakong  | 1950.11.~1952.2. | 중령   | Juab Hongsakul           | 51년 2차 |
| 프리깃함 (4척) | Prasae \|\| | 1951.12.~1955.1. | 중령   | Amorn Sirikaya           | 51년 3차 |
| 프리깃함 (4척) | Prasae \|\| | 1951.12.~1955.1. | 중령   | Chedchai Tomya           | 52년 4차 |
| 프리깃함 (4척) | Prasae \|\| | 1951.12.~1955.1. | 중령   | Ketch Santhiwechakul     | 53년 5차 |
| 프리깃함 (4척) | Prasae \|\| | 1951.12.~1955.1. | 중령   | Adul Thulyanonta         | 53년 6차 |
| 프리깃함 (4척) | Tachin      | 1951.12.~1955.1. | 중령   | Charoon Osataroop        | 51년 3차 |
| 프리깃함 (4척) | Tachin      | 1951.12.~1955.1. | 중령   | Suvuchien Fungladda      | 52년 4차 |
| 프리깃함 (4척) | Tachin      | 1951.12.~1955.1. | 중령   | Snorng Nisalaksna        | 53년 5차 |
| 프리깃함 (4척) | Tachin      | 1951.12.~1955.1. | 중령   | Sa-Ngart Chalor-Yoo      | 53년 6차 |
| 수송선 (1척)   | Sichang     | 1950.11.~1951.7. | 중령   | Prasert Chun-Ngarm       | 50년 1차 |
| 수송선 (1척)   | Sichang     | 1950.11.~1951.7. | 대위   | Vichien Sangkorntnakich  | 51년 2차 |

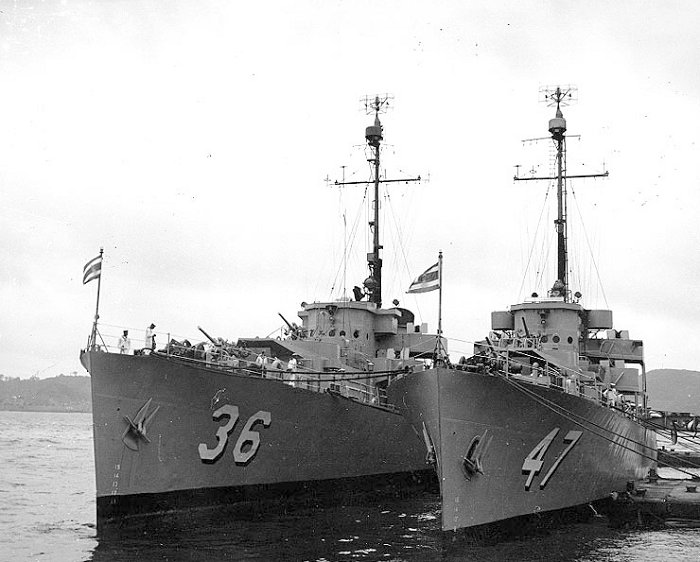

1개 수송기 편대와 항공의무대를 파견한 태국 공군의 주요 지휘관은 다음 표와 같다.
| 기종              | 참전기간             | 지휘관 | 지휘관                      |
| 기종              | 참전기간             | 계급   | 성명                        |
| ----------------- | -------------------- | ------ | --------------------------- |
| C-47 수송기 (3대) | 1951.8.18~1964.11.6. | 소령   | Pramoth Puthipanta          |
| C-47 수송기 (3대) | 1951.8.18~1964.11.6. | 소령   | Kaiwal Thawornthan          |
| C-47 수송기 (3대) | 1951.8.18~1964.11.6. | 소령   | Surayuth Rungswang          |
| C-47 수송기 (3대) | 1951.8.18~1964.11.6. | 소령   | Jua Earrkanuch              |
| C-47 수송기 (3대) | 1951.8.18~1964.11.6. | 소령   | Sart Walnamra               |
| C-47 수송기 (3대) | 1951.8.18~1964.11.6. | 소령   | Singh Sirikupth             |
| C-47 수송기 (3대) | 1951.8.18~1964.11.6. | 소령   | Jaras Suraswadi             |
| C-47 수송기 (3대) | 1951.8.18~1964.11.6. | 소령   | Chalerm Pungkilpa           |
| C-47 수송기 (3대) | 1951.8.18~1964.11.6. | 소령   | Chumpol Radungkich          |
| C-47 수송기 (3대) | 1951.8.18~1964.11.6. | 소령   | Narong Karthiyachpte        |
| C-47 수송기 (3대) | 1951.8.18~1964.11.6. | 소령   | Pridoo Israngkul-Nr-Ayuthya |
| C-47 수송기 (3대) | 1951.8.18~1964.11.6. | 소령   | Chitlon Suthat-Na-Ayuthya   |
| C-47 수송기 (3대) | 1951.8.18~1964.11.6. | 소령   | Charoo Sa-Nguanpokai        |
| C-47 수송기 (3대) | 1951.8.18~1964.11.6. | 소령   | Udom Ritthibutr             |
| C-47 수송기 (3대) | 1951.8.18~1964.11.6. | 대위   | Wattana Phongsawasdi        |
| C-47 수송기 (3대) | 1951.8.18~1964.11.6. | 소령   | Somboon Rahong              |

## 주요 활동

### 육군의 주요 활동

#### 평양-수원 철수작전

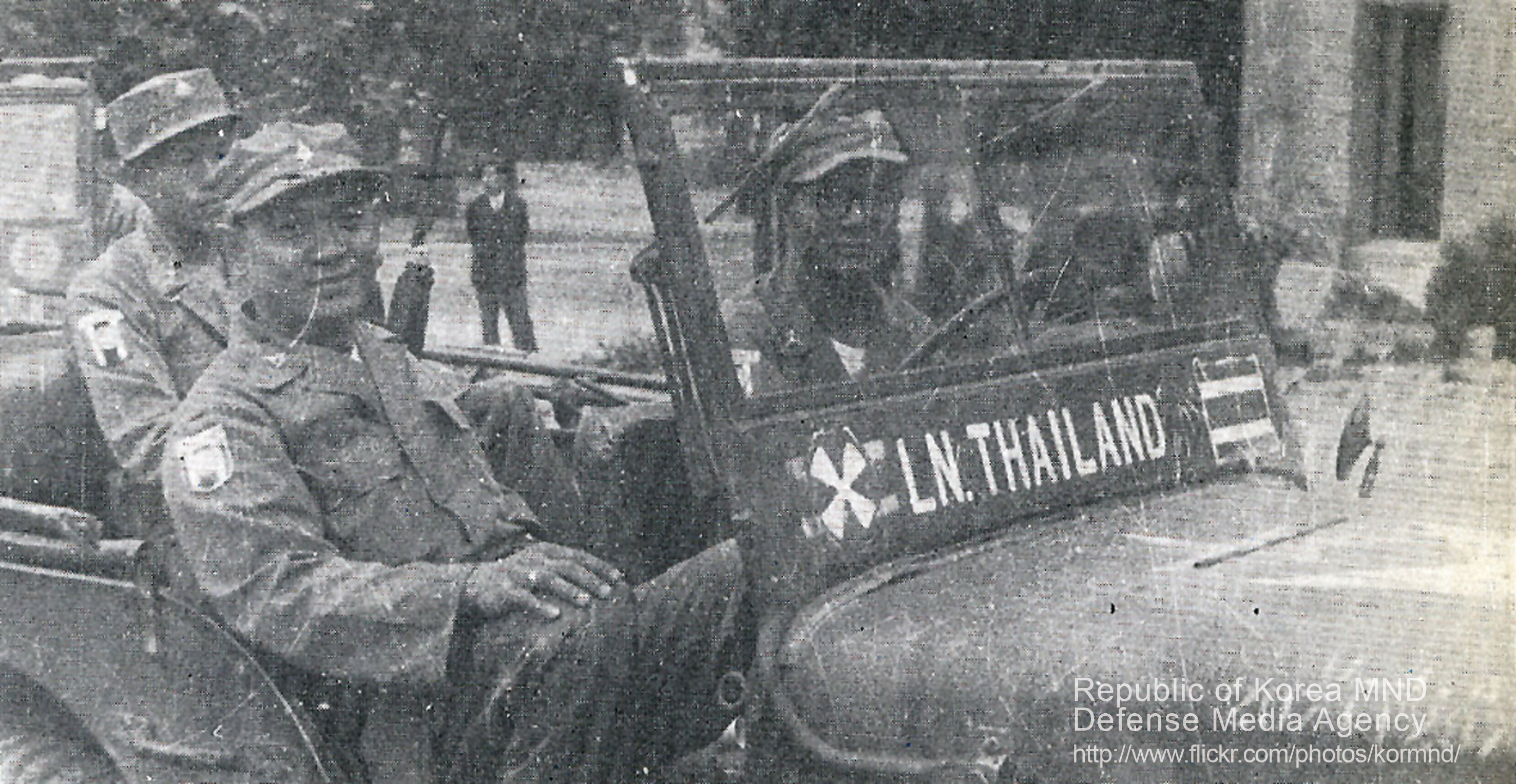
부산항에 도착한 한국군

1950년 11월 7일 태국군 대대는 부산항에 도착했고 열차를 통해 대구로 이동했다. 대구에 위치한 유엔군수용대인 캠프워커에서 부대 정비, 새로운 장비에 대한 교육과 현지 적응 훈련을 하였다. 이후 태국군 대대는 1950년 11월 22일 열차로 출발하여 11월 28일 평양에 도착했고 미 제187공정연대전투단에 배속되었다. 미 제187전투단은 태국군 대대 외에도 필리핀군 제 10대대, 영국군 제 29보병여단, 한국군 제 5사단 일부가 배속되어 있으며 평양과 진남포 지역 내의 주보급로를 방어하는 역할을 맡았다.
11월 24일 유엔군이 중공군에 의해 밀리기 시작하면서 미 제187전투단의 태국군 대대는 12월 2일 04시에 평양에서 철수했다. 또 12월 4일 16시30분에 대동강에 집결하여 12월 5일 차량을 이용하여 개성 북쪽으로 철수했다. 철수 뒤에는 유엔군의 철수를 엄호하고 남쪽 개성시 일대를 경비하는 임무를 맡았다.
12월 12일에는 미 제187전투단에 한강 이남으로 철수하라는 새로운 명령이 하달되어 태국군 대대는 12월 13일 개성을 출발하여 서울을 지나 수원으로 철수했고 제187전투단의 예비대가 되었다. 수원에서 2주간의 정비를 마치고 1951년 1월 1일 태국군 대대는 제187전투단에서 미 제1군단으로 배속이 변경되었다. 바로 다음날인 1월 2일 다시 영등포로 이동하여 영국군 제29여단에 재배속되었다. 1월 3일 새벽에는 중공군 1개 중대 규모가 태국군 대대가 경비하는 지역으로 침투했으나 근처 미군 기동정찰대와 함께 적을 격퇴했다. 1월 4일에는 한강을 도하하여 다시 수원에 집결했다. 이후 유엔군과 중공군의 소강상태가 진행되는 동안 정찰이나 잠복, 검문소 운용 및 반격작전을 준비했다.

#### 상주-문경 주보급로 경비
1951년 1월 18일에 태국군 대대는 미 제9군단으로 배속이 변경되었다가 미 제1기병사단 제5연대로 다시 배속이 변경되었고 상주지역의 터키여단에게 주보급로 경계임무를 인수하였다. 당시 상황은 적의 게릴라군들이 유엔군의 후방지역에 주둔하고 있었기 때문에 태국군 대대는 대유격작전을 전개했다. 소백산맥의 고지들로 형성된 일대였기 때문에 작전의 어려움을 겪었지만 지역경비부대들과 협조하여 조금씩 유격대 토벌을 진행했다. 이후 미 제1기병사단이 적을 격파하고 200km나 전진했음에도 작전의 편의를 위해서 문경지역에서 계속해서 유격작전을 진행했다. 그러나 적의 게릴라활동이 점차 심화되자 미 제8군은 게릴라군의 본원지를 색출하기 위해 한국군 제2사단, 제5사단, 제11사단에서 독립대대를 차출하였고 방위군부대, 필리핀대대, 벨기에대대 등의 여러 대유격작전 부대를 이 지역으로 투입했다. 3월 7일에는 태국군 대대가 한국군에게 이 지역을 인계하고 반격작전에 투입될 준비를 했다.

#### 춘천-화천 지구 진격전
3월 중순 태국군 대대는 광양 부근으로 이동하여 미 제1기병사단 제5기병연대에 배속되었다가 곡수리 부근으로 이동하여 사단의 예비대가 되었다. 이곳에서 1개 중대를 차출하여 남한강 교량 정비를 했다. 3월 26일 07시 30분에는 사단의 명령으로 학곡리로 이동해서 미 제8기병연대에 배속되었다. 미군 전차대대와 협동으로 춘천 북쪽에 대한 정찰전을 게시했고 후에 발생할 전투에 대비하여 생소한 지형에 익숙해지는데 중점을 두었다. 3월 28일 오전에는 적이 434고지의 1개 소대에 집중사격을 하며 공격했고 즉각 대응사격하고 대대의 박격포 지원으로 적을 제압했다.
3월 29일에는 춘천역에서 서남쪽 강변의 돌고개로 진출했다. 정찰 소대들이 소규모의 적들과 접촉을 하긴 했지만 별다른 교전은 없었다. 이후 수색 정찰을 통해 적이 화천 저수지 북안까지 퇴각하여 반격을 대비하고 있을 것이라 추측했고 제7기병연대와 제8기병연대가 협력하여 공격을 개시했다. 태국군 대대는 제8기병연대의 좌측부대로 투입되어 북한강 및 춘천 저수지 일대를 공격하는 역할을 맡았다. 4월 6일 용화산-수풀무산을 연결하는 선까지 진출했고 4월 8일 제8기병연대는 용화산-신촌선으로 진출했고 제7기병연대는 유촌리를 점령했다. 태국군 대대는 4월 9일 큰매지 일대에서 적 1개중대와 교전하여 격퇴했고 북한강을 도하하여 둔지-작은매지-거례리 선까지 진출하여 적을 소탕한 뒤 방어진지를 구축했다. 이 작전을 수행하면서 태국군 대대에서는 부상자 11명, 전사자1명이 나오는 피해를 입었고 적 22명을 포로로 잡고 적에게 포로로 잡혔던 미군 4명을 구출해냈다. 이후 4월 10일 태국군 대대는 미 해병 제5연대에게 현 진지를 인계하고 가락부근에 위치한 집결지로 이동했다.

#### 연천지구 전투
5월 초 중공군이 중동부 전선으로 집중하였지만 미 제10군 단 예하 미 제2사단, 미 제9군단 예하의 한국군 제6사단이 이를 저지했다. 5월 20일부터 미 제8군은 공세로 전환하여 켄사스(Kansas)선을 향해 진격했다. 5월 21일 저녁 태국군 대대는 204고지(동막리 동쪽) 일대까지 진격했으나 적은 이미 철수한 뒤였다. 5월 22일 21:00시, 태국군 대대는 천보산(337고지) 및 탑고개까지 진출함으로써 의정부시를 점령하였다. 5월 23일 태국군 대대는 경미한 적을 물리치고 내촌, 새터벌을 거쳐 26일에는 조휘동을 점령했고, 이날 대대는 미 제8기병연대의 다른 대대와 교대하고 동두천으로 이동했다. 5월 27일 오전에는 동막과 161고지(전곡 서남쪽)를 거쳐 다음 날 오후 한탄강을 도하하여 탈원리에 이르러 그 일대의 진지를 점령했다. 5월 29일 태국군 대대는 장진천 부근의 고지군에 대한 정찰을 실시했으나 적의 집결지 3곳만 발견했을 뿐이었다. 이날 밤 대대지역에 70 여발의 적 박격포탄이 떨어져 병사 2명이 부상을 입었다.
6월 6일 새벽 율동 서쪽 능선으로부터 적 1개 중대의 공격을 받았으나 대대의 제2중대가 반격을 감행하여 적 20여 명을 사살하고 나머지를 격퇴시켰다. 다음 날 아침 공격을 재개한 대대는 휘옥동 부근 234 고지의 적 1개 중대를 발견하고 포병지원사격으로 적 25명을 사살하고 나머지를 격퇴시켰다. 6월 9일 오전 태국군 대대는 218고지까지 진출하여 방어진지를 편성하였다. 이날 밤 23:00시 적 1개중대 규모의 공격이 있었으나 총격전 끝에 격퇴시켰다. 다음날 새벽 태국군 대대 제3중대 정찰소대가 213고 지 남쪽을 수색하던 중, 적 1개소대 규모의 정찰대와 조우하여 총격과 수류탄 공격으로 적을 격퇴하였다. 같은 날 14:30분 경 대대의 다른 수색소대도 삼매동 남쪽에서 중공군 300여 명의 은밀한 집결지와 수개소의 탄약 및 보급품 집적소를 발견하여 포병 및 항공화력지원을 요청하여 적을 격퇴시키고 탄약과 보급품 집적소를 폭파하였다. 이후 대대는 일주일에 걸쳐 책임지역 내를 수색정찰했으나 단지 적의 패잔병만 발견하여 교전했을 뿐이었다.
6월 18일, 미 제1군단 동측방의 전선은 철의 삼각지대 내의 교통 요충지인 철원 남쪽 외곽까지 진출하였다. 이날 대대는 167고지(연천 서 북 4km) 북쪽 기슭까지 진출하였다. 6월 21일, 대대는 227고지 진지를 인수하여 보다 넓은 정면에서 적과의 접촉을 유지하고자 연일 정찰활동을 계속 하였다. 1951년 6월부터 7월까지 적의 활동이 현저하게 증가되었다. 이런 현상을 적의 대규모 공세보다는 현 방어진지를 보강하고자 하는 의도로 판단했고 7월 1일 13:00시 태국군 대대의 우측중대는 상촌에서 출발하여 337고지 일대를 수색하던 중 동쪽에서 적 2개 소대 규모와 교전하였으며 그 결과 적 10명을 사살하고 2명을 포로로 잡았다. 다른 1개 중대는 태흥촌을 출발하여 서쪽으로 202고지-242고지(고작골 동 북쪽)에 있는 적의 집결지를 발견하고 포병사격을 요청하여 이를 격퇴하였다. 7월 3일 17:00시 미 제8기병연대의 우측대대와 태국군 대대 간에 진지교대가 있었다. 태국군 대대는 삼요천-도랑리 사이의 새로운 진지를 점령하고 미 제8기병연대의 우일선 부대가 되었다. 7월 4일, 태국군 대대는 그 일대의 중요고지에 거점 방어진지를 보강하는 한편 미 제70전차대대로부터 지원받은 전차 1개 소대와 예하 1개중대로 기동정찰대를 편성하여 중사리로부터 북으로 뻗은 도로를 연하여 정찰활동을 하였다. 14:20분경 260고지 부근에서 소 대규모의 적을 발견하고 이를 격퇴시켰다.
7월 16일 18:00시 미 제1기병사단은 미 제25사단과 교대하고 군단의 예비가 됨에 따라 태국군 대대도 미 제8기병연대와 더불어 미 제35 연대에게 작전임무를 인계하고 17일 오후 양원리(전곡 서남 4.5km)에 집결하여 부대정비와 훈련에 들어갔다. 7월 31일, 다시 전선으로 복귀한 태국군 대대는 율동부근에 신 방어진지를 점령하고 적극적인 전투정찰 활동을 재개하였다. 8월 5엔에는 대대장의 교체가 있었다. Kriengkrai Attananta 중령의 후임으로 Prayuth Nuchankanjonkul 중령이 부임했다. 8월 18일 태국군 대대는 연대로부터“웃나무골 부근의 적 집결지를 기습공격하라”는 작전명령을 수령하였다. 대대장은 제2중대에서 2개 소대를 차출하여 TF를 구성하였다. 이 TF는 이날 오후 346고지로 진출하여 2개 중대 규모의 적을 발견하고 기습공격을 가하여 적 70여 명을 살상하고 대량의 보급품 집적소를 폭파하였다. 분산 도주하던 나머지 적들도 미군의 포병사격으로 대부분 격멸되었다. 다음날 새벽 02:00시 267고지에서 적 1개 소대 규모를 발견하고 역시 기습공격하여 20여 명을 사살하였다. 04:00시경 적 포탄 100여 발이 낙하하였으나 TF의 피해는 없었다. 이날 12:00시경 1개 소대를태흥동 부근에 잔류시킨 다음 나머지 1개 소대는 18:00시경 율동 주진지로 복귀했다.
8월 20일, 태흥동에 잔류한 1개 소대가 적거리 일대를 수색하기 위해 출동했다. 15:30분경 이들이 목표 가까이에 이르렀을 때 서쪽에서 적의 포격을 받았다. 그러나 그들은 계속하여 193고지-396고지까지 수색한 다음 접적 없이 21:00시경 본대로 복귀하였다. 8월 21일 10:00시, 대대의 일부 병력이 213고지 부근의 진지를 인수 하고 8월 30일까지 계속 전방지역에 대한 정찰을 실시하였다. 8월 30일 14:40분경 대대 예하의 1개 중대 규모 정찰대가 가이동 일대를 수색하던 중, 216고지 부근에서 적 1개 중대 규모와 조우하여 교전하였으며, 결과 적은 5구의 시체를 유기한 채 북으로 도주하였다. 태국군 대대는 9월의 첫 째 주까지 율동과 재궁동 일대를 방어하면서 326번 도로를 중심으로 서쪽은 임진강 지류 동안에서부터, 동쪽은 삼요천 부근까지 중대 또는 소대 규모의 정찰대를 편성 주야간 정찰과 매 복을 실시하였다.

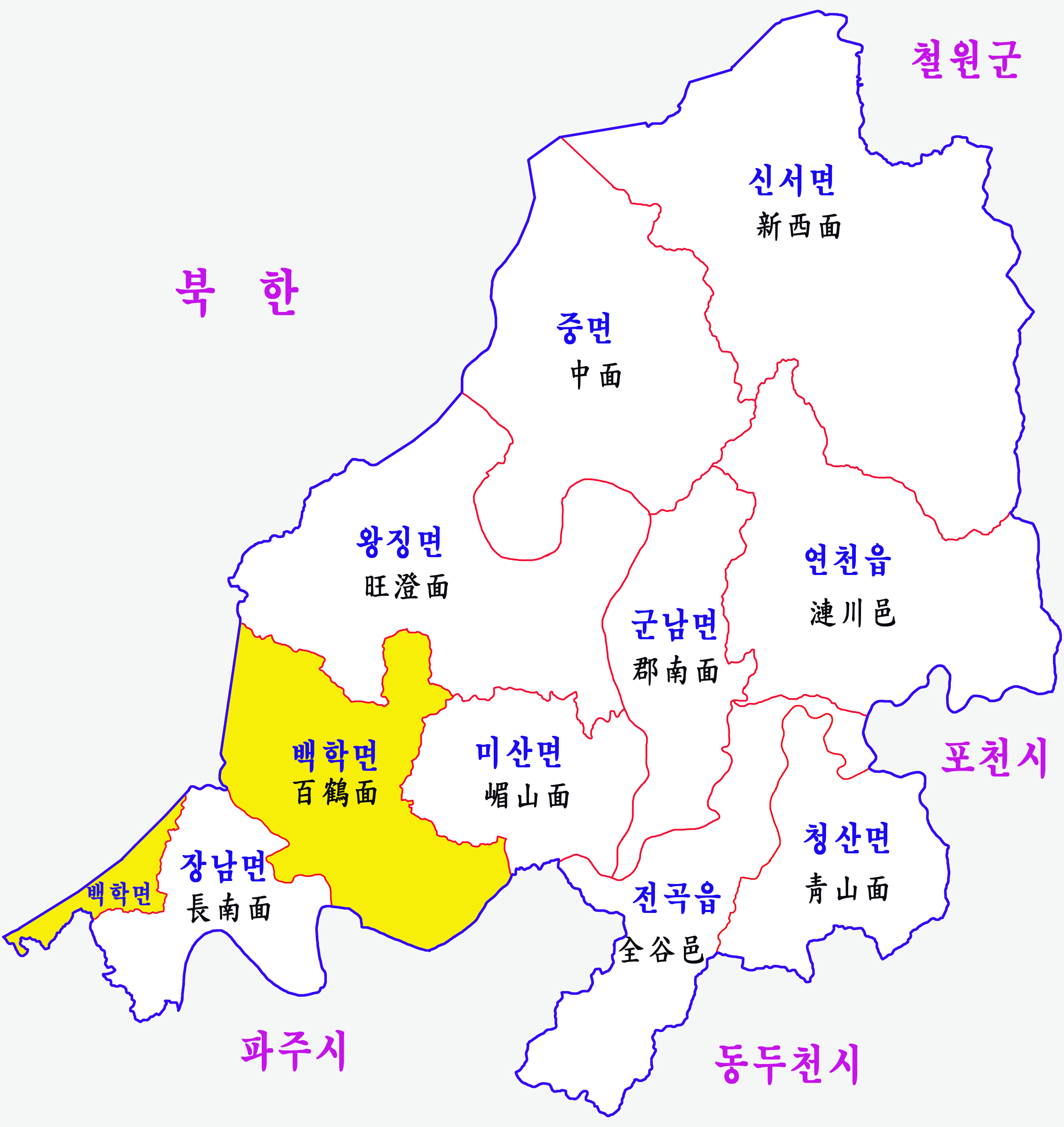
연천의 행정구역 지도.

9월 13일, 미 제8기병연대는 태국군 대대를 장진천(전곡 서쪽) 동안, 제2대대를 모안 부근, 제1대대를 동막골 부근의 진지를 각각 점령토록 하고, 이중 제1대대 A중대를 차출, 158고지에 저지진지를 점령하고 연천 및 전곡지역 일대를 방어했다. 9월 18일, 태국군 대대는 미 제8기병연대 제2대대와 더불어 구석동 (장진천 서쪽) 부근에 집결하여 10월 3일까지 사단 예비대 임무를 수행하였다. 10월 3일, 미 제1군단은 제임스타운(Jamestown) 선까지 진출하기 위 한 코만도(Commando)작전을 개시했다. 군단에 배속된 미 제1기병사단 은 제5기병연대를 좌, 제7기병연대(그리스군대대 배속)를 우, 제8기병연 대(태국군 대대 배속)를 예비로 하여 10월 3일 06:00시 부로 공격개시선 을 통과했다. 이 작전은 간간히 적의 완강한 저항에 부딪치기는 했으나 비교적 순조롭게 진행되어 10월 8일에는 석고개-421고지-적거리까지 진출하였 으며, 태국군 대대도 11일 오후에는 갈현리 동쪽에 이르렀다. 10월 14 일, 태국군 대대는 제7기병연대로 배속이 변경되었다. 10월 18일, 태국군 대대는 T-Bone고지 일대에서 방어진지를 보강하고 있었다. 이때 대대의 정찰대가 T-Bone고지 일대의 200고지 부근을 정찰하던 중 북쪽 능선에서 적의 자동화기사격과 박격포사격을 받았다.
10월 20일 17:50분, 태국군 대대는 미 제3사단 제15연대 제3대대의 작전지역인 천덕산(477고지)-덕 산리 일대를 인수함과 동시에 제7 기병연대에서 제8기병연대로 배속이 변경되었다. 10월 25일, 그동안 정체상태에 있던 휴전회담이 재개되었으며, 그 자리에서 유엔군 측은 현전선 을 접촉선으로 하는 군사분계선을 설정하자는 제안을 하였다. 이후 이 제안에 약간의 수정을 가하여 11월 27일 쌍방의 합의가 정식으로 이루어짐에 따라 유엔군 각 부대는 일체의 공격작전을 중지하고 적극적인 방어작전에 들어갔다. 11월 13일 22:30분, 티-본(T-Bone)고지 남측 돌출부 상의 태국군 1개 소대의 전초진지에 전차로 증강된 2개 중대 규모의 중공군이 공격하였다. 전초소대장 담통 유포(Damtong Yupo) 중위는 우세한 적을 맞아 야포와 전차포의 지원을 받아 적을 저지했고, 적이 진내로 들어오자 소총과 수류탄, 육박전으로 적을 격퇴하였다. 이 전투에서 적 30여 명을 사살했으나, 소대도 전사 8명, 실종 15명, 전상 25명의 인명손실을 보았다.이 진지를 끝까지 고수한 태국군 대대 제1중대 담통 유포 중위가 전사했다. 미국 정부와 태국 정부는 이를 높이 기려 그에게 무공훈장을 추서했다.
11월 22일 02:00시, 미 제8기병연대 진지에 적의 탐색공격이 산발적으로 있었으나 새벽녘에는 모두 격퇴되었다. 그동안 미 제1기병사단은 미 제45사단과의 교대가 순조롭게 이루어져 미 제5기병연대가 선발대로 일본으로 출발하였다. 당시 유엔군은 휴전회담을 고려하여 전선에서 작전규모를 가급적 제한하려 했으나 회담이 예상 외로 장기화되자 전선 각 지역의 전투도 차츰 가열되기 시작했다. 12월 15일 오전, 태국군 대대는 미 제45사단 제180연대 제3대대에 현 진지를 인계하고 13:30분 전곡리 부근에 집결하였다. 12월 20일, 미 제8기병연대(태국군 대대 제외)는 돌경계(전곡 동쪽 3km) 부근에 집결하였고, 12월 26일을 기하여 태국군 대대는 미 제8기병연대에서 미 제9군단 제2사단 제9연대로 배속이 변경되었다.

#### 폭찹힐 전투
폭찹힐 전투는 미 제2사단에 배속되어있던 태국군 대대가 1952년 11월 1일부터 11일까지 3회에 걸쳐 중공군의 폭찹힐 전투에 대한 공격을 막아낸 방어 전투이다. 1952년 10월 23일 태국군 대대는 미 제2사단장의 명령에 따라 폭찹힐 전투로 진출했다. 미 제9연대에 배속된 태국군 대대는 폭찹힐 전투를 사수하라는 명령을 받았다. 이에 대대장은 제1중대에 방어임무를 다시 부여하고 장애물 설치, 교통호 보강공사 등 방어태세를 보강했다. 대대의 정명에는 중공군 제113사단 예하의 제337연대가 포병부대의 지원을 받으며 고지를 노리고 있었다.
1952년 11월 1일 중공군이 폭찹힐을 집중 포격하기 시작했다. 태국군 대대의 진지 및 교통호의 대부분이 파괴되었고 적이 21시경 2개 중대를 투입하여 공격을 했다. 태국군 대대는 치열한 전투 끝에 방어하는데 성공했으나 제1중대장이 부상을 입고 8명이 전사하고 14명이 부상을 입는 인명피해가 발생했다. 적이 물러난 뒤 방어진지 보강을 위해 주력했고 적도 11월 4일과 6일 소대 및 중대 규모의 정찰대를 투입하여 아군의 진지를 탐색했다. 11월 7일 02시경 적은 1개 대대 규모의 병력으로 포위공격을 실시했다. 태국군 장병들은 진내사격을 요청하며 완강히 저항했다. 다음 날 아침이 되자 태국군의 특수임무소대가 증원되자 중공군은 분산 철수했다. 이러 정찰대로 진지 전방을 수색하자 78구의 적 시체를 확인했다. 2번의 실패 후 중공군은 11월 10일 23시경 폭찹힐에 포격을 집중한 뒤 2개중대 규모로 포위공격을 실시했다. 중공군은 대인 지뢰나 철조망에 걸려 많은 인명피해가 발생했는데도 계속 진내로 접근했다. 중공군은 인명손실에도 불구하고 계속해서 증원부대를 투입하며 돌파를 시도했다. 태국군 대대는 이에 맞서 대대본부의 행정요원까지 투입하며 증원했다. 전투는 새벽까지 지속되었으나 유엔 공군기의 공격이 시작되자 중공군이 분산 철수하기 시작하며 폭찹힐 전투가 종료되었다.

#### 김화 351고지 전투
김화 351고지 전투는 미 제2사단에 배속된 태국군 대대가 평강과 김화 중간에 위치한 351고지에 투입되어 1953년 7월 14일부터 27일까지 중공군 제46사단 등의 공격을 지원화력과 함께 방어한 전투이다.
7월 12일 태국군 대대는 김화 서쪽의 우구동으로 이동하여 미 제2사단의 전초부대로서 한탄강 동쪽의 사동 일대에 배치되었다. 이 지역은 한탄강변의 광활한 저지대를 관측할 수 있어 적의 접근을 조기에 경고할 수 있는 전술적으로 중요한 고지였다. 대대는 이 지역의 최고봉인 351고지를 중심으로 방어진지를 구축하였다. 그러나 7월 14일 밤 폭우로 인해 통신이 두절되고 교통호와 엄체호가 붕괴되고 지뢰 및 각종 장애물이 유실되었다. 다음날 대대는 적의 포격에도 불구하고 미 제2사단 공병대대의 지원을 받아 방어진지의 보수공사를 완료했다.

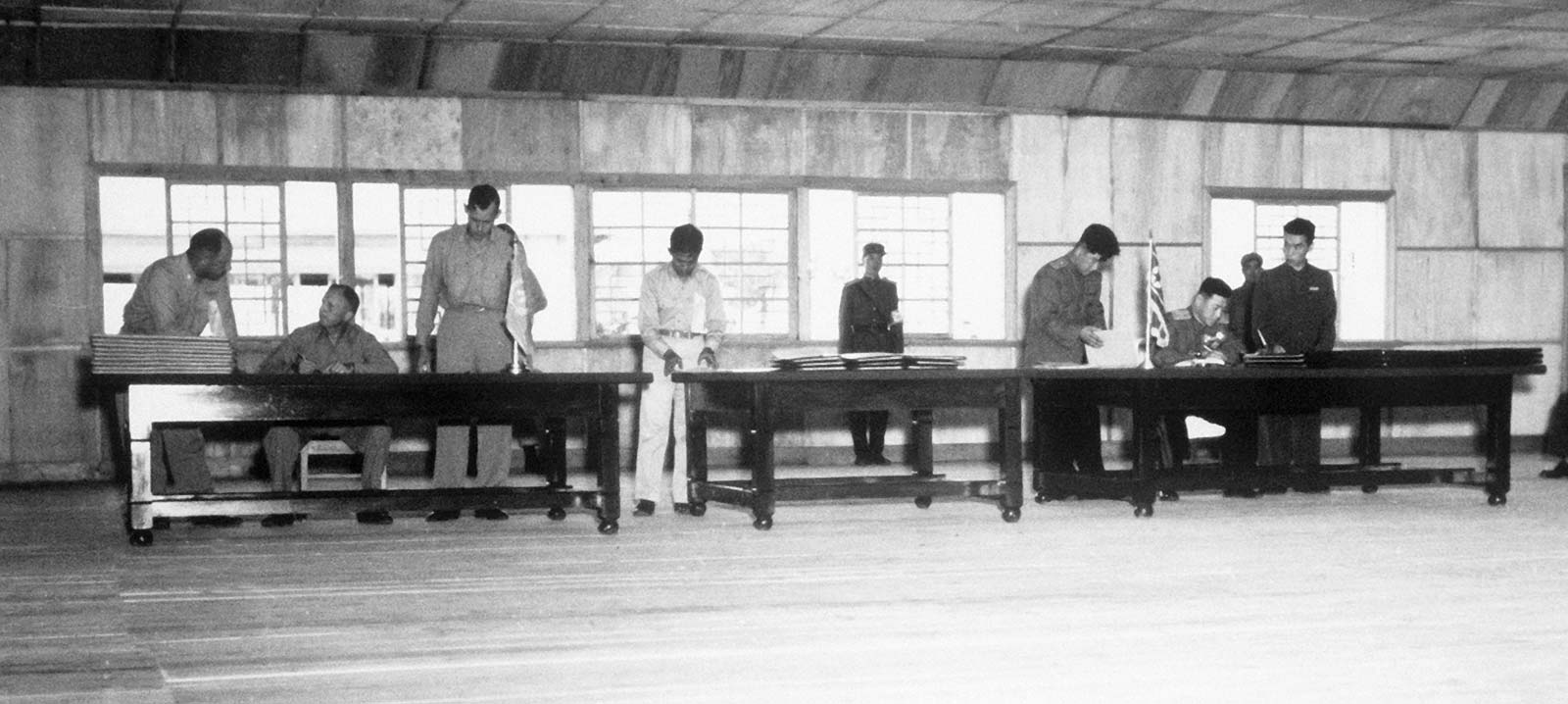
판문점에서 한국 정전협정에 서명하는 장면이다.

7월 15일 21시 30분경 적은 야포와 박격포탄 100여발로 351고지를 방어중인 제2중대를 집중하여 포격하고 2개 소대 규모를 투입하여 공격을 개시했다. 태국군 대대는 이에 맞서 백병전을 펼친 끝에 7월 16일 01시 30분경 적의 공격을 격퇴했다.
7월 17일 오후 태국군 대대는 정면에 위치한 적의 방어 거점인 서방산 일대의 중공군 2개 사단이 집결 중이라는 첩보를 입수했다. 이에 따라 경계를 강화했고 18시에 적의 포격 공격이 시작되었다. 이에 대대는 적의 포대가 위치한 한탄강 서쪽의 250고지와 325고지에 화력지원을 요청하여 포격을 가했다. 22시경 352고지에서 적색신호탄 3발이 발사됨과 동시에 적이 공격을 개시했다. 2개 중대 규모의 병력이 한탄강을 도하한 뒤 개활지를 통해 태국군 제1중대를 공격했다. 대대는 정찰대를 투입하여 적을 장애물 지대로 유인했고 지원포병이 조명탄을 쏘아올렸다. 이때무터 쌍방은 공방전을 펼치고 일부 백병전을 펼치기도 했다. 밤새 공격을 진행하던 적은 날이 밝아오자 점차 둔화되었고 분산 철수했다. 7월 18일 오전 대대는 진지 전방에 대한 순찰을 통해 적이 유기한 시체 30여구를 확인했다. 이 전투를 끝으로 휴전협정이 체결될 때까지 적은 산발적인 포격만 실시할 뿐 더 이상 공격을 진행하지는 않았다.

### 해군의 주요 활동
1950년 10월 22일 프리깃함 2척과 수송선 1척으로 구성된 태국 해군 함대는 지상군 1개 대대와 병력과 적십자 의무요원들을 싣고 방콕항을 출항하여 16일간의 항해 끝에 11월 7일 부산항에 도착했다. 태국함대는 프리깃함 프라세호와 방파콩호, 수송선 시창호와 덴마크 선적의 허트메르스크호로 편성되었다. 태국함대는 미 극동해군사령부의 제95기동부대에 배속되어 일본 사세보항을 기지로 삼아 해상작전을 수행했다. 1951년 1월 3일 프리깃함 프라세호와 방파콩호 및 미 구축함 잉글리쉬호로 편성된 해군부대는 동해안의 양양 및 장전과 초도리 부근 해상을 초계하며 해안의 철도역과 교량을 비롯한 각종 군사목표에 함포사격을 실시했다. 그러나 1월 7일 07시 풍랑에 표류하던 프라세호는 동해안에서 좌초되었다.
4월로 접어들어 방파콩호는 미 해군함정과 영흥만 일대에서 초계와 해안목표에 대한 함포사격임무를 수행했다. 6월 15일 원산항 해상에서 동해안봉쇄전대에 배속된 방파콩호는 적의 해안포대에 대한 함포사격을 가했다. 7월 15일 태국해군은 수송선 시창호의 작전기여도가 낮은 것으로 판단하고 귀국조치했다. 방파콩호는 9월에도 동해안에서 초계작전과 함포사격 임무를 수행했고 10월 9일 제95-2기동전대에 배속되어 해안봉쇄와 적의 기뢰부설 저지 및 초계작전을 실시했다.
한편 태국 해군은 프라세호의 좌초 이후 미 해군으로부터 2척의 프리깃함을 이양받았고 이를 프라세||호와 타친호라고 각각 명명했다. 이 두척의 배는 본국으로 귀국한 방파콩호의 임무를 인수했다. 1952년 1월 동해 초계 및 봉쇄단대에 배속된 프라세||호와 타친호는 2월까지 유조선 호송임무를 수행하고 3월에는 성진 앞바다에서 초계 활동을 실시했다. 이후 이들 함정은 수송선단 호송작전임무에 주력했다.
태국 해군은 만 4년 4개월에 걸친 참전기간 중 장교 204명과 사병 2281명이 참전했으며 이 과정에서 거둔 전공으로 대한민국 충무공 훈장 1회와 미국 은성무공훈장 4회, 유엔참전기장 1679회 및 대한민국 참전기장 2026회를 수여받았다.

### 공군의 주요 활동
1951년 6월 18일 C-47 수송기 3대로 편성된 태국공군의 수송기대는 돈무앙 국제공항을 출발하여 6월 23일 일본의 다치카와 미 공군기지에 착륙하여 미 제315비행사단 제374병력수송비행단 제21비행대대에 배속되었다. 태국 수송기대가 도착한 6월의 전황은 매우 유동적이어서 긴급 보급품과 환자의 후송작전이 빈번했으나 미 공군이 보유한 C-46 수송기는 병상과 의료장비가 갖춰져있지 않아 이를 갖춘 태국공군의 수송기가 이 임무를 주로 수행했다.
1952년 5월 1일 태국공군은 제1차 교대장병을 파견하여 최초의 파견병력과 임무를 인수인계 하였다. 이후 태국 공군 수송기는 휴전 시까지 일본 내 각 공군기지 간의 병력 및 보급품 공수임무를 담당했다. 휴전협정 체결 이후에도 태국 공군의 C-47수송기 3대는 다치카와 미 공군기지에 잔류하며 주요 항로에서 공수임무를 수행하고 1964년 11월 6일 귀국했다. 참전기간 동안 태국 공군수송기대는 미국 동성무공훈장 3회와 항공훈장 3회, 유엔군사령관 및 태국 정부의 각종 표창을 수여받았다.

## 참전 결과 및 의의

한국 전쟁에서 태국군의 승리에 대한 약장.

참전기간 동안 태국군의 병력 파견은 약 1200명 선을 유지하는 가운데 1951년 6월 30일에는 1057명을 1년 후인 1952년 6월 30일에는 2274명을 기록하였다. 그리고 정전협정이 체결된 직후인 1953년 7월 31일의 병력현황은 1294명이었다. 1개 보병대대와 3척의 프리깃함 및 수송선 1척, 수송기 1개 편대를 파견한 태국은 기간 중 연인원 6326명을 한국 전선에 파견하였다.
| 참전연인원 | 참전규모                 | 참전규모                    | 참전규모        |
| 참전연인원 | 지상군                   | 해군                        | 공군            |
| ---------- | ------------------------ | --------------------------- | --------------- |
| 6326명     | 보병대대 : 1 병력 : 2274 | 프리깃함 : 3척 수송선 : 1척 | 수송기 편대 : 1 |

태국군은 율동 전투를 비롯한 여러 전투 및 작전을 수행하는 과정에서 129명이 전사 또는 사망하고 1139명이 부상을 당했으며 5명이 실종되는 인명피해가 발생되었다. 반면에 대대는 대한민국 을지무공훈장 7회와 충무무공훈장 26회, 미국 은성무공훈장 13회와 동성훈장 25회 등 많은 국내외 훈장을 받았다.
| 전사/사망 | 부상   | 실종 | 포로 | 계     |
| --------- | ------ | ---- | ---- | ------ |
| 129명     | 1139명 | 5명  | -    | 1273명 |

6.25 전쟁의 발발은 태국에게 진정으로 유엔의 일원임을 증명하고 반공과 자유를 위해 노력하는 모습을 전 세계에 알리는 기회였다. 태국 정부의 병력 파견은 국내외의 상황에 비추어 볼 때 상당한 모험이었다. 물론 미국이나 유엔과의 관계를 비롯한 태국의 국익에 근거한 결정이었으나 자유와 정의 그리고 민주를 수호하겠다는 확고한 신념에서 표출된 의지였다. 자유와 평화수호의 십자군으로서 이역만리 한국의 전장에서 헌신한 태국군의 희생정신은 한국국민의 가슴 속에 남아 양국의 관계를 발전시키는 촉매제로 작용하고 있다.
현재 유엔군사령부, 유엔군사령부 군사정전위원회, 그리고 유엔군 의장대에 태국군이 파견되어 근무하고 있다.

## 기념 사업

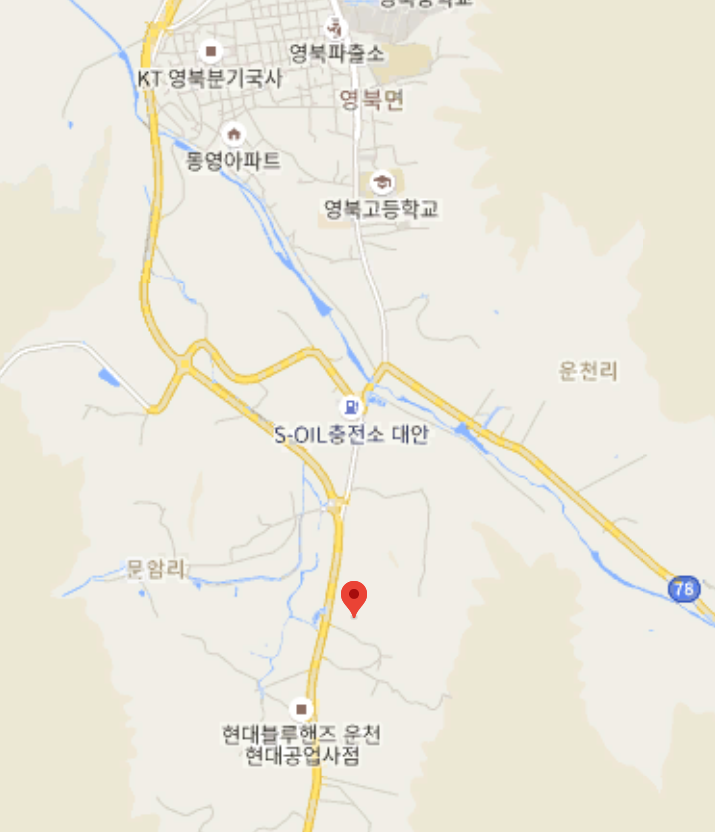
태국군 참전기념비가 있는 장소를 나타낸 지도.

### 태국군 참전 기념비
태국군 참전 기념비는 한국 전쟁에 참전한 태국군을 기리기 위해 세운 현충시설이자 기념비로 준공되었다. 대한민국 경기도 포천시 영북면 호국로 3748에 위치하고 있다. 태국군의 마지막 주둔지가 포천시 영북면이기 때문에 이곳에 지어졌다. 태국군 참전기념비는 태국과의 영원한 우의를 기념하고 전쟁기간 중 산화한 태국군 장병의 영혼을 추모하기 위해 건립한 것이다. 기념비에는 "자유와 평화를 위해 싸운 타일랜드의 육,해,공군 용사들! 여기 그들의 마지막 주둔지에 피흘린 1296명의 뜻을 길이 새긴다."라는 비문이 새겨져있다. 기념비 옆에는 불상을 모신 태국식 사원 건축물도 조성되어있다.

## 같이 보기
- 제21보병연대 (태국)

## 참고 문헌
- 《영원한 동반자, 한국과 태국 -태국군 6·25전쟁 참전사-》. 국가보훈처, 제대군인국 제대군인정책과. 2010년. 68~133쪽.[깨진 링크(과거 내용 찾기)]

- 6.25 전쟁과 유엔군 - 국방부 군사편찬연구소, 2015 (E-BOOK) 보관됨 2023-07-09 - 웨이백 머신
- 6.25 전쟁과 유엔군 - 국방부 군사편찬연구소, 2015 (PDF) 보관됨 2023-07-09 - 웨이백 머신
- 통계로 본 6.25 전쟁 - 국방부 군사편찬연구소, 2014 (E-BOOK) 보관됨 2023-07-09 - 웨이백 머신
- 통계로 본 6.25 전쟁 - 국방부 군사편찬연구소, 2014 (PDF) 보관됨 2021-01-11 - 웨이백 머신
- 유엔군 지원사 - 국방부 군사연구소, 1998 (E-BOOK) 보관됨 2023-07-09 - 웨이백 머신
- 유엔군 지원사 - 국방부 군사연구소, 1998 (PDF) 보관됨 2023-07-09 - 웨이백 머신
- 한국전쟁 요약 - 국방부 전사편찬위원회, 1986 (PDF) 보관됨 2023-07-09 - 웨이백 머신
- 한국전쟁사 제11권 - 유엔군 참전편 (뉴질랜드, 필리핀, 남아프리카 공화국, 태국, 튀르키예, 영국, 미국, 덴마크, 인도, 이탈리아, 노르웨이, 스웨덴) - 국방부 전사편찬위원회, 1980 (E-BOOK) 보관됨 2023-07-07 - 웨이백 머신
- 한국전쟁사 제11권 - 유엔군 참전편 (뉴질랜드, 필리핀, 남아프리카 공화국, 태국, 튀르키예, 영국, 미국, 덴마크, 인도, 이탈리아, 노르웨이, 스웨덴) - 국방부 전사편찬위원회, 1980 (PDF) 보관됨 2023-07-09 - 웨이백 머신

- The History of the UN Forces in the Korean War-1 (Ethiopia, Philippines, South Africa, Thailand, Turkey) - ROK Ministry of National Defense Institute for Military History, 1972 (E-BOOK) 보관됨 2023-07-09 - 웨이백 머신
- The History of the UN Forces in the Korean War-1 (Ethiopia, Philippines, South Africa, Thailand, Turkey) - ROK Ministry of National Defense Institute for Military History, 1972 (PDF) 보관됨 2023-06-28 - 웨이백 머신
- The History of the UN Forces in the Korean War-6 (Summary) - ROK Ministry of National Defense Institute for Military History, 1977 (E-BOOK) 보관됨 2023-07-09 - 웨이백 머신
- The History of the UN Forces in the Korean War-6 (Summary) - ROK Ministry of National Defense Institute for Military History, 1977 (PDF) 보관됨 2023-06-28 - 웨이백 머신